# إماهة المعادن
إماهة المعادن هي تفاعل كيميائي غير عضوي يُضاف فيه الماء إلى البنية البلورية للمعادن، وعادةً تنشأ منها معادن جديدة، تسمى في كثير من الأحيان هيدرات.
في الاصطلاح الجيولوجي، تُعرف عملية إماهة المعادن بالتعديل الرجعي وهي عملية تحدث في التحول الرجعي. وهي تصاحب عادةً التحول الصخري المعدني الكيميائي وغالبًا ما تكون سمة من سمات التعديل الصخري حول الأجسام الخام. تحدث إماهة المعادن عادةً بالتوافق مع الدورة الحرارية المائية التي قد تكون مدفوعة بفعل النشاط البركاني أو التكتوني. كما أن إماهة المعادن هي العملية التي تحدث في الحطام الصخري وتؤدي إلى تحويل معادن السيليكات إلى معادن طينية.
هناك طريقتان رئيسيتان لإماهة المعادن. إحداهما تحول الأكسيد إلى هيدروكسيد مزدوج، على غرار إماهة أكسيد الكالسيوم—CaO—إلى هيدروكسيد الكالسيوم—Ca(OH)2، والأخرى هي إدماج جزيئات الماء مباشرةً في البنية البلورية للمعادن الجديدة، وكما في إماهة الفلدسبار إلى معادن طينية، الجارنيت إلى الكلوريت، أو الكيانيت إلى مسكوفيت.
بعض البنى المعدنية، على سبيل المثال، المونتمورينوليت، قادرة على احتواء مقدار متغير من المياه دون إحداث تغيير كبير في البنية المعدنية.
والإماهة هي الآلية التي بها تتحسن قوة المواد اللاصقة الهيدروليكية مثل الإسمنت البورتلاندي. فالمواد اللاصقة الهيدروليكية هي المواد التي يمكن أن تتحد وتتصلب وهي مغمورة في المياه عن طريق تشكيل منتجات غير قابلة للذوبان في تفاعل الإماهة. ومصطلح هيدرولية أو النشاط الهيدروليكي يدل على الألفة الكيميائية لتفاعل الإماهة.